# 켈리 프리먼 크레이그
켈리 프리먼 크레이그(영어: Kelly Fremon Craig, 1981년 ~ )는 미국의 영화 각본가, 영화 감독, 영화 제작자이다. 2016년 영화 《지랄발광 17세》를 통해 영화 감독으로 데뷔했으며, 영화 또한 호평을 받아 이름을 알렸다.

## 작품 목록
| 제목                                | 연도 | 역할                  |
| ----------------------------------- | ---- | --------------------- |
| 스트레이크                          | 2008 | 각본                  |
| 포스트 그래드                       | 2009 | 각본                  |
| 지랄발광 17세                       | 2016 | 감독, 각본, 공동 제작 |
| 안녕하세요, 하느님? 저 마거릿이에요 | 2022 | 감독, 각본, 공동 제작 |